# Деніел Вудрелл
Деніел Вудрелл (нар. 4 березня 1953, Спрінгфілд) — американський письменник. Автор восьми романів, які у своїй більшості мають розвиток сюжету у місцевості Озарк, що в Міссурі. Деніел придумав фразу «кантрі нуар», щоб описати його роман 1996 року «Дайте нам поцілунок». Рецензенти часто використовують саме його слова, характеризуючи його стиль.

## Раннє життя та освіта
Деніел Вудрелл народився у Спрінгфілді. Виріс у Міссурі, та після закінчення старшої школи вступив до лав морської піхоти США. Пізніше закінчив бакалаврат Канзаського університету та магістратуру у Майстерні Письменників у Айові. 

## Сім'я
Живе у Вест Плейнс, Міссурі з дружиною Кеті Естілл.

## Кар'єра
Більшість робіт Деніела мають розвиток сюжету у Міссурі. Цю місцевість він гарно пам'ятає з дитинства. Його романи базуються на кримінальному підтексті. Сам він називає свій стиль «країна нуар». 
Інший його роман «Зимова кістка» був адаптований для однойменного фільму, який в свою чергу удостоєний багатьох нагород. В тому числі чотири номінації на Оскар.

## Нагороди
- 1999 PEN USA award for Fiction for his novel, Tomato Red (1998).[6]
- 2000 He was longlisted for the International IMPAC Dublin Literary Award for Tomato Red.[7]
- 2008 — His short story «Uncle», originally published in A Hell of a Woman: An Anthology of Female Noir (2007), was nominated for a 2008 Edgar Award.[8]
- 2010 Sundance Film Festival award for top dramatic film for adaptation of his novel Winter's Bone (published in 2006)

## Фільмографія
- Погоня з Дияволом (адаптація роману Woe to Live On) (1999)
- Зимова кістка (адаптація однойменного роману) (2010)